# Alfa Rococo
Alfa Rococo est un groupe québécois de musique composé de David Bussières, frère de la comédienne Pascale Bussières, ainsi que de Justine Laberge.

## Biographie
Bien que leur début officiel soit le lancement de leur premier album Lever l’Ancre le 1er mai 2007, David Bussières et Justine Laberge commencent leur association musicale en 2004. Ils enregistrent alors quelques chansons, par pur plaisir. David est alors le guitariste du groupe DobaCaracol et Justine prête sa voix à quelques campagnes publicitaires.

## Discographie
- Lever l'ancre (2007)
- Chasser le malheur (2010)
- Nos cœurs ensemble (2014)
- L'amour et le chaos (2018)

## Albums

### Lever l'ancre (2007-2009)
Le 1er mai 2007, Alfa Rococo lancent leur premier album Lever l'ancre. De cet album, cinq extraits consécutifs ont atteint les sommets des palmarès radios, dont deux se sont hissés en première position du top 100 BDS, Les jours de pluie et Lever l'ancre. Les pièces Je pense à toi, La fenêtre et Plus Rien à Faire ont aussi suscité de fortes réactions. Quatre de ces chansons ont été transposées en image et ont connu le succès dans les palmarès de MusiquePlus et MusiMax. La chanson Les jours de pluie est en nomination pour la chanson de l'année au gala de l'ADISQ 2007.
L’album Lever l’Ancre suscite un engouement dès sa sortie, ce qui permet à Alfa Rococo de se produire en spectacle, entre 2007 et 2010, plus de 200 fois à travers la province ainsi qu’en France, en Belgique, au Liban et aux Jeux olympiques d'hiver de Vancouver en 2010. Ils ont notamment participé à plusieurs évènements et festivals : Gala de l'ADISQ, Les FrancoFolies de Montréal, le Festival d'été de Québec, les Fêtes de la St-Jean-Baptiste, le 400e de Québec, Évènement M pour Montréal, Montréal en Lumières, le Festival des Montgolfière de Gatineau, etc. En 2008, le groupe remporte deux prix Félix à l’ADISQ, soit « Révélation de l’année » et « Album populaire de l’année ».

### Chasser le malheur (2010-2013)
Dès la fin de la tournée Lever l’Ancre, le duo se met à l'écriture d'un deuxième album qui est lancé en novembre 2010. Co-réalisé par Cristobal Tapia de Veer (Bran Van 3000, Jason Bajada, Plaster) en collaboration avec David Bussières, Chasser le malheur présente des sonorités pop plus rock et électro, à l'image de l'énergie déployée sur scène lors des précédentes tournées.
Le succès est encore au rendez-vous avec ce deuxième album. En effet, les deux premiers extraits, Météore et Chasser le Malheur se sont hissés au no1 du palmarès BDS. Ces deux chansons sont également transposées en vidéoclips. Le duo récolte plusieurs nominations aux galas de l’ADISQ 2011 et 2012, dont deux nominations de suite pour « Chanson de l’année » avec Météore, ainsi que des nominations pour « Album populaire de l’année » et « Groupe de l’année ». Alfa Rococo fait une fois de plus la tournée des festivals majeurs et des principaux réseaux de salles de spectacles à travers le Québec. Le groupe obtient aussi la chance de jouer en première partie des artistes françaises Zaz et Jenifer pour une portion de leurs tournées respectives en France et en Belgique. De plus, Alfa Rococo est invité à participer à l’évènement « Le Québec prend la Bastille », lors de la fête de la musique en 2011 à Paris. La tournée Chasser le Malheur se termine à la fin de l’été 2012, après une dernière série de spectacles dans le cadre du ROSEQ d’été.

### NosCœursEnsemble (2014-2017)
C’est à la suite d’une période de plusieurs mois de travail de composition, d’écriture et d’arrangement que le groupe entre en studio en décembre 2013. L’album est entièrement réalisé par David Bussières, qui s’adjoint les services de plusieurs musiciens et techniciens, dont Jean-Phi Goncalves (Beast, Plaster, Ariane Moffat), Alex McMahon (Plaster, Alex Nevsky, Yann Perreau) et David Laurendeau (DJ Champion, Alex Nevsky, Pif Paf Hangover). L'album sort le 2 septembre 2014. Avec son nouvel opus, Alfa Rococo présente un nouveau son qui flirte toujours avec l’électro-pop, mais qui se veut plus organique, grâce entre-autres à l’utilisation foisonnante de claviers analogiques et à la présence de guitares à la fois sensibles et acérées. Sur cet album, inspirés par leurs multiples années de symbiose et de collaboration, les deux auteurs-compositeurs abordent surtout les thématiques de la force de l’union et la force de la collectivité. Le premier extrait Lumière sort le 8 mai 2014 et reçoit un très bel accueil, autant auprès des critiques que des radios et du public. Le vidéoclip de cette chanson sort le 18 août 2014 et présente une prestation du duo et de ses musiciens, entrecoupée d’une dynamique série d’images d’archives rétro-futuristes.

### L'Amouret le Chaos(2018-)
Alfa Rococo lance son quatrième album L’amour et le chaos le 1er mai 2018, soit exactement 11 ans après le lancement du premier, Lever l'Ancre.

## Vidéographie
- 2007 : Les jours de pluie
- 2007 : Lever l'ancre
- 2008 : Je pense à toi
- 2009 : La fenêtre
- 2011 : Chasser le malheur
- 2011 : Météore
- 2014 : Lumière
- 2015 : Nos Cœurs Ensemble
- 2016 : Marcher
- 2017 : Deux
- 2018 : Incendie

## Extraits radio
| Chanson                   | BDS (sem.)  | Correspondant |
| ------------------------- | ----------- | ------------- |
| Album Lever l'ancre       |             |               |
| Les jours de pluie        | #1 (2 sem.) | #1 (6 sem.)   |
| Lever l'ancre             | #1 (1 sem.) | #6            |
| Je pense à toi            | #7          | #1 (7 sem.)   |
| La fenêtre                | #10         | #3            |
| Plus rien à faire         | #4          | #1 (5 Sem.)   |
| Véga                      |             |               |
| Album Chasser le malheur  |             |               |
| Chasser le malheur        | #1 (9 sem.) | #1 (8 sem.)   |
| Météore                   | #1 (2 sem.) | #1 (7 sem.)   |
| Phénix                    |             |               |
| L'amour n'est pas mort    | #59         | #2            |
| La société des loisirs    |             |               |
| Album Nos cœurs ensemble  |             |               |
| Lumière                   | #5          | #13           |
| Le sexe des anges         | #4          | #16           |
| Pipeline                  | #20         | #15           |
| Nos cœurs ensemble        | #59         | #4            |
| Marcher                   | #22         | #23           |
| Deux                      | #50         | #10           |
| Album L'amour et le chaos |             |               |
| Incendie                  | #46         | #2            |
| Monde idéal               | #88         | #17           |

## Prix, récompenses et nominations
- 2007 - Finaliste du Prix Félix-Leclerc de la chanson
- 2007 - Nomination Gala de l'ADISQ dans la catégorie « Chanson de l'année » avec Les jours de pluie
- 2008 - Prix Félix de l'Album pop
- 2008 - Prix Félix Révélation de l'année
- 2008 - Nomination Gala de l'ADISQ dans la catégorie « Chanson de l'année » avec Lever l'ancre
- 2008 - Nomination Gala de l'ADISQ dans la catégorie « Groupe de l'année »
- 2009 - Nomination Gala de l'ADISQ dans la catégorie « Chanson de l'année » avec Plus rien à faire
- 2009 - Nomination Gala de l'ADISQ dans la catégorie « Groupe de l'année »
- 2009 - Finaliste du Prix Félix-Leclerc de la chanson
- 2011 - Nomination Gala de l'ADISQ dans la catégorie « Album Pop-Rock » avec l'album Chasser le malheur
- 2011 - Nomination Gala de l'ADISQ dans la catégorie « Chanson de l'année » avec Météore
- 2011 - Nomination Gala de l'ADISQ dans la catégorie « Groupe de l'année »
- 2012 - Nomination Gala de l'ADISQ dans la catégorie « Chanson de l'année » avec Météore
- 2015 - Nomination Gala de l'ADISQ dans la catégorie « Groupe de l'année »
- 2018 - Nomination Gala de l'ADISQ dans la catégorie « Groupe de l'année »
- 2018 - David est récipiendaire du prix Diane Juster, remis par la SPACQ